# Queen Live at Knebworth Park
Il 9 agosto 1986 i Queen si esibirono dal vivo per l'ultima volta tutti insieme. Il concerto si svolse a Knebworth Park nei pressi di Stevenage in Inghilterra, come ultima tappa del Magic Tour.

## Il concerto
Il biglietto d'ingresso costava 14.50 sterline (16.00 £ il giorno del concerto). Band di supporto furono i Belouis Some, i Big Country e gli Status Quo.
Vennero utilizzate apparecchiature particolari in modo da evitare agli spettatori più lontani dal palco di percepire il suono in modo distorto o in ritardo. Proprio per questa ragione il bootleg del concerto è intitolato Electric Magic, appunto l'effetto elettrico della registrazione. Le stime sugli spettatori sono sempre state incerte. Le cifre ufficiali parlarono di 125.000 persone, anche se le stime dei mass media si aggirano più realisticamente sui 180.000/200.000 spettatori.
I quattro Queen arrivarono presso il parco di Knebworth di Stevenage a bordo di un elicottero, ridipinto alla stessa maniera della copertina dell'album A Kind of Magic. La scaletta seguita fu quella classica del Magic Tour, comprese diverse cover abitualmente eseguite  durante il tour.

## Video
Del concerto non esistono riprese ufficiali professionali, ma soltanto alcune scene riprese in modo amatoriale. Secondo Brian May, ciò è dovuto al fatto che, sebbene le immagini vennero trasmesse in diretta nel megaschermo durante il concerto, esse non vennero mai registrate su videocassetta.

## Tracce
1. One Vision - 5:54
2. Tie Your Mother Down - 4:08
3. In The Lap of the Gods... revisited - 2:08
4. Seven Seas of Rhye + Tear It Up - 3:33
5. A Kind of Magic - 6:45
6. Improvvisazione vocale - 1:45
7. Under Pressure - 4:06
8. Another One Bites the Dust - 5:43
9. Who Wants to Live Forever - 3:58
10. I Want to Break Free - 6:26
11. Impromptu + Brighton Rock solo + Now I'm Here - 15:38
12. Love of My Life - 5:02
13. Is This The World We Created? - 3:17
14. (You're So Square) Baby I Don't Care - 1:33
15. Hello Mary Lou (Goodbye Heart) - 1:26
16. Tutti Frutti - 3:44
17. Bohemian Rhapsody - 5:11
18. Hammer to Fall - 5:48
19. Crazy Little Thing Called Love - 7:52
20. Radio Ga Ga - 9:43
21. We Will Rock You - 2:41
22. Friends Will Be Friends - 2:11
23. We Are the Champions - 3:43
24. God Save the Queen - 1:48

## Formazione
Gruppo
- Freddie Mercury – voce, pianoforte, chitarra elettrica
- Brian May – chitarra elettrica, voce, chitarra acustica, tastiera
- Roger Taylor – batteria, voce, tamburello basco
- John Deacon – basso, cori

Altri musicisti
- Spike Edney – tastiera, pianoforte, chitarra elettrica, voce